# Sénat d'Hawaï
32e législature de l'État d'Hawaï
Capitole de l'État d'Hawaï
Le Sénat d'Hawaï (en anglais : Hawaii Senate) est la chambre haute de la législature de l'État d'Hawaï, un État des États-Unis

## Majorité
Le Sénat est actuellement dominé par le Parti démocrate, avec 22 sièges, contre 3 au Parti républicain.

## Système électoral
Le sénat est composé de 25 sièges pourvus au scrutin uninominal majoritaire à un tour dans autant de circonscriptions que de sièges à pourvoir, selon un calendrier particulier appelé système de mandat 2-4-4. Cette appellation désigne la façon dont la moitié des membres de la chambre effectue un mandat de deux ans puis deux de quatre ans en l'espace d'une décennie, de telle sorte que le Sénat soit renouvelé par moitié à chaque élection, avant d'être intégralement renouvelés tous les dix ans.

## Présidents
| Fonction              | Nom             | Parti       |
| --------------------- | --------------- | ----------- |
| Président             | Ron Kouchi      | démocrate   |
| Vice-présidente       | Michelle Kidani | démocrate   |
| Leader de la majorité | Dru Kanuha      | démocrate   |
| Leader de la minorité | Brenton Awa     | républicain |

## Siège
Le Sénat d'Hawaï siège au Capitole de l'État d'Hawaï, situé à Honolulu.

## Composition
| Affiliation                     | Parti       | Parti     | Total |        |
| ------------------------------- | ----------- | --------- | ----- | ------ |
| Affiliation                     |             |           | Total |        |
| Affiliation                     | Républicain | Démocrate | Total | Vacant |
| Fin de la législature (2016–18) | 0           | 25        | 25    | 0      |
|                                 |             |           |       |        |
| Législature (2018–20)           | 1           | 24        | 25    | 0      |
|                                 |             |           |       |        |
| Législature (2020–22)           | 1           | 24        | 25    | 0      |
|                                 |             |           |       |        |
| Législature (2022–24)           | 2           | 23        | 25    | 0      |
|                                 |             |           |       |        |
| Législature (2024–26)           | 3           | 22        | 25    | 0      |
| Pourcentage de sièges           | 12 %        | 88 %      |       |        |